# Vertéporfine
La vertéporfine est un médicament utilisé pour traiter la forme humide de la dégénérescence maculaire liée à l'âge.

## Mode d’action
C'est un dérivé de la benzoporphyrine . Une fois activé, il crée des molécules d'oxygène dans la zone qui bloquent la prolifération de vaisseaux sanguins excessifs.

## Usage médical
Est un médicament utilisé pour traiter la forme humide de la dégénérescence maculaire liée à l'âge et la néovascularisation choroïdienne due à une myopie sévère. Le médicament  est administré par injection intraveineuse suivie de l'utilisation d'un laser pour l'activer,. Les deux yeux peuvent être traités après une seule dose.

## Effets secondaires
Les effets secondaires de ce médicament comprennent une douleur au site d’injection ou des changements de vision. D’autres effets secondaires peuvent inclure un essoufflement, des maux de tête, de la fatigue ou de la fièvre. Il ne doit pas être utilisé chez les personnes atteintes de porphyrie aiguë .

## Histoire
La vertéporfine  a été approuvée pour un usage médical en Europe et aux États-Unis en 2000,. Au Royaume-Uni, un flacon de 15 mg coûte au NHS environ 850 livres sterling en 2021. Aux États-Unis, ce montant coûte environ 1 800 dollars.